# Икар (блок выведения)
«Икар» — блок выведения, предназначенный для использования с ракетами-носителями семейства «Союз».
Разработан на базе приборного и агрегатного отсеков военных спутников серии «Янтарь».
Блок рассчитан на длительное автономное существование в орбитальном полёте, а его двигательная установка имеет возможность многократного (до 50 раз) включения.

## Использование
В 1999 году было проведено 6 запусков РН «Союз-У» с блоком выведения «Икар», каждый из которых обеспечил выведение на орбиту 4-х американских спутников связи «Глобалстар».